# Kateřina Smejkalová
Kateřina Smejkalová (Šternberk, 25 febbraio 1983) è una modella ceca, incoronata Miss Repubblica Ceca 2005.
In seguito, la modella ha rappresentato la Repubblica Ceca il 31 maggio 2005 a Miss Universo, concorso che si è tenuto a Bangkok in Thailandia, dove la Smejkalová pur non riuscendo ad entrare nella rosa delle quindici finaliste finali, ha ottenuto il riconoscimento di Best National Costume.
In seguito Kateřina Smejkalová si è trasferita a vivere in Canada, per lavorare come modella professionista.